# Ammersattel
Ammersattel este un pas montan localizat în Alpii Ammergau, la o altitudine de 1118 m.  El se află la granița dintre Tirol, Austria și Bavaria, Germania.

## Locație
Trecătoarea se află în imediata vecinătate a graniței dintre Germania și Austria, având altitudinea maximă la aproximativ 250 m sud de frontieră, în zona Tirol. Pasul este localizat în regiunea Ammergau din sudul Bavariei. El se află între localitățile Ettal din Oberammergau (districtul Garmisch-Partenkirchen) și Reutte din nord-vestul Tirolului. Ammersattle este situat între Ammergauer Hochplatte (2082 m.) la nord-vest, Scheinbergspitz (1926 m.) la nord, Kreuzspitze (2185 m.) în sud-est și Geierköpfe (2161 m.) în sud-vest. Primele trei dintre aceste vârfuri sunt în Germania, iar Geierköpfe în Austria. 

## Istoric
Șoseaua care străbate Ammersattel a fost construită în secolul al XIX-lea, în timpul domniei regelui Maximilian al II-lea al Bavariei, și a fost inaugurată în 1852. În semn de amintire a construcției acestei șosele montane a fost înălțat în 1872 un monument în localitatea Plansee.

## Trafic
Pasul are o înclinație maximă de 12%. El este în cea mai mare parte destul de drept, deși înclinația crește înspre vârf. Ammersattel este străbătut de o șosea (în Germania: Bayerische Staatsstraße 2060; în Austria: Tiroler Landesstraße 255) care leagă localitățile Ettal din Oberammergau (în districtul Garmisch-Partenkirchen) și Reutte din Tirol (în districtul Reutte). Ea începe de la nord-est de pe valea Graswangtal aflată de-a lungul râului Linder, care se varsă prin subsolul calcaros în Ammer, prin Graswang și prin dreptul castelului Linderhof. Pe partea austriacă, șoseaua trece pe malul lacului Plansee până la Reutte. 
Șoseaua care străbate Ammersattel se desparte de la Ettal (Germania) de Bundesstraße 23 și se unește la Reutte (Austria) cu  Fernpass-Straße (B179).